# U-628
El submarí alemany U-628 va ser un submarí tipus VIIC construït per la Kriegsmarine de l'Alemanya nazi per al servei durant la Segona Guerra Mundial.

## Disseny
Els submarins alemanys de tipus VIIC van ser precedits pels submarins de tipus VIIB més curts. L'U-628 tenia un desplaçament de 769 tones (757 tones llargues) quan estava a la superfície i de 871 tones (857 tones llargues) mentre estava submergit. Tenia una longitud total de 67,10 m (220 peus 2 polzades), una longitud del casc a pressió de 50,50 m (165 peus 8 polzades), una mànega de 6,20 m (20 peus 4 polzades), una alçada de 9,60 m (31 peus 6 polzades) i un calat de 4,74 m (15 peus 7 polzades). El submarí estava propulsat per dos motors dièsel sobrealimentats de sis cilindres i quatre temps Germaniawerft F46, produint un total de 2.800 a 3.200 cavalls de potència (2.060 a 2.350 kW; 2.760 a 3.160 shp) per al seu ús a la superfície, dos motors elèctrics de doble efecte Brown, Boveri & Cie GG UB 720/8 que produïen un total de 750 cavalls de potència (75500 kW); shp) per utilitzar-lo submergit. Tenia dos eixos i dues hèlixs d'1,23 m (4 peus). El vaixell era capaç d'operar a profunditats de fins a 230 metres (750 peus).
El submarí tenia una velocitat màxima en superfície de 17,7 nusos (32,8 km/h; 20,4 mph) i una velocitat màxima submergida de 7,6 nusos (14,1 km/h; 8,7 mph). Quan estava submergit, el vaixell podia operar durant 80 milles nàutiques (150 km; 92 milles) a 4 nusos (7,4 km/h; 4,6 mph); mentre que a la superfície podia viatjar 8.500 milles nàutiques (15.700 km; 9.800 milles) a 10 nusos (19 km/h; 12 mph).
L'U-628 estava equipat amb cinc tubs de torpedes de 53,3 cm (21 polzades) (quatre muntats a la proa i un a la popa), catorze torpedes, un canó naval SK C/35 de 8,8cm (3,46 polzades), 220 projectils i un canó antiaeri C/30 de 2 cm (0,79 polzades). El vaixell tenia una tripulació de d'entre 44 i 60 oficials i mariners.

## Historial de servei
Al submarí U-628 se li va col·locar la quilla el 7 d'agost de 1941 a la drassana Blohm & Voss d'Hamburg amb número de drassana  604, avarat el 29 d'abril i posat en servei el 25 de juny de 1942 sota el comandament del Kapitänleutnant Heinrich Hasenschar.
El servei del vaixell va començar el 25 de juny de 1942 amb l'entrenament com a part de la 5a Flotilla d'U-boot . Va ser transferit a la 1a Flotilla l'1 de desembre de 1942 per al servei actiu a l'Atlàntic Nord.
En quatre patrulles va enfonsar quatre vaixells mercants, amb un total de 21.765 tones de registre brut (TRB), a més de tres vaixells mercants danyats.

### Llopades
L'U-628 va participar en sis llopades, concretament:
- Ungestüm (11-30 de desembre de 1942)
- Hartherz (3 – 7 de febrer de 1943)
- Ritter (11 – 26 de febrer de 1943)
- Sense nom (15 – 18 d'abril de 1943)
- Specht (19 d'abril – 4 de maig de 1943)
- Fink (4 – 6 de maig de 1943)

### Destí
L'U-628 va ser enfonsat el 3 de juliol de 1943 a l'Atlàntic Nord, a l'oest del cap Ortegal, a la posició 44° 11′ N, 08° 45′ O / 44.183°N,8.750°O; en ser bombardejat per càrregues de profunditat des d'un avió de la RAF Liberator (FL963) de l'esquadró 224/J de RAF St Eval a Cornualla. Els 49 tripulants van perdre la seva vida.

## Resum de l'historial d'atacs
| Data                   | Nom                 | Nationalitat | Tonatge (GRT) | Destí    |
| ---------------------- | ------------------- | ------------ | ------------- | -------- |
| 29 de desembre de 1942 | Lynton Grange       | Regne Unit   | 5,029         | Enfonsat |
| 23 de febrer de 1943   | Glittre             | Noruega      | 6,409         | Danyat   |
| 23 de febrer de 1943   | Winkler             | Panamà       | 6,907         | Danyat   |
| 24 de febrer de 1943   | Ingria              | Noruega      | 4,391         | Enfonsat |
| 25 de febrer de 1943   | Manchester Merchant | Regne Unit   | 7,264         | Enfonsat |
| 17 d'abril de 1943     | Fort Rampart        | Regne Unit   | 7,134         | Danyat   |
| 5 de maig de 1943      | Harbury             | Regne Unit   | 5,081         | Enfonsat |